# Svenska tiokronorsmyntet
Det svenska tiokronorsmyntet är ett guldfärgat svenskt mynt med värdet 10 kronor. Det väger 6,60 gram, har en diameter på 20,5 millimeter, en kanthöjd på 2,90 millimeter och är gjord av en legering, "nordiskt guld", som innehåller 89 procent koppar, 5 procent aluminium, 5 procent zink och 1 procent tenn. Det finns i dag drygt 200 miljoner tiokronor i Sverige.

## Historia
Dagens giltiga tiokronorsmynt har präglats sedan 1991 och förekommer i två serier med lite olika utseende. Övergången mellan dessa serier skedde 2001 och de mest påtagliga skillnaderna återfinns i en tydlig uppdatering av den svenske kungens profilbild samt i flytten av kungens valspråk, "FÖR SVERIGE I TIDEN", respektive årtal till motsatt sida av myntet. Konstnärer är skulptörerna Ernst Nordin och Marita Norin.
Det finns även tiokronorsmynt präglade 1873-1901, 18 millimeter i diameter, med en vikt på 4,48 gram och innehållande 90% guld. 1972 kom det en samlartiokrona i silver för att fira att kung Gustaf VI Adolf fyllde 90 år. Det myntet innehåller 83 procent silver och väger 18,2 gram. Först år 1991 infördes tiokronorsmynt avsett att vara fullt normalt betalningsmedel. 
Efter den 30 juni 2017 är det endast 10-kronorsmynt präglade 1991-nutid som kommer vara giltiga betalningsmedel (undantaget minnesmyntet från 1972 med valören 10 kronor i silver som är fortsatt giltig). Alla tidigare 10-kronorsmynt har idag ett större värde än det belopp som står tryckt på baksidan vilket gör att de betingar ett högt värde inte minst hos samlare och mer seriösa skrothandlare.

## Felpräglade tiokronorsmynt
När det moderna tiokronorsmyntet präglades första gången i maj 1991, lossnade en stamp och vred sig vilket resulterade i en serie felpräglade mynt där bak- och framsidan av myntet är vridna jämfört med varandra. Dessa mynt är samlarobjekt som är värda mer än det nominella värdet på den öppna marknaden.

## Falska tiokronorsmynt

### Rysstior

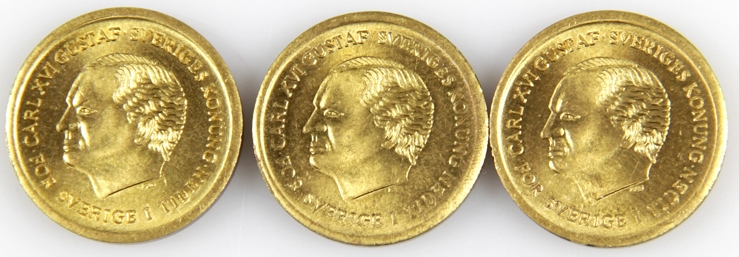
3 stycken "rysstior"

År 1994 avslöjade polisen i Ukraina en falskmyntarliga som specialiserat sig på svenska tiokronor. I deras lager fann polisen över tiotusen falskpräglade tiokronor, alla med årtalet 1991. Man vet inte idag hur många sådana tior som finns i omlopp i Sverige. Dessa kallas något oegentligt rysstior eller Kievtior. Namnet anspelar på ordet ryssfemma.
Det lättaste sättet att avgöra om det är en rysstia är att titta på kungens profil eller de tre kronorna på baksidan som på de falska tiorna ligger utanpå i stället för att vara inflätade i siffrorna. Det finns även en variant som saknar räfflor runt om.

### Guldtior
Konstnären Pär Lindblom tillverkade 1995 tio falska mynt av 18 karats guld. Dessa mynt har något mindre diameter än de äkta tiokronorsmynten och är med vikten 10,7 gram märkbart tyngre än de vanliga och är stämplade med årtalet 1995. På randen, mellan två räfflade partier, är mynten numrerade och bär falskmyntarens initialer (PL). Konstnären behöll ett mynt själv och prånglade ut de övriga nio på krogar i Stockholm i syfte att väcka funderingar om pengar och pengars värde. Ett av mynten, nummer åtta i serien, köptes av Kungliga Myntkabinettet år 1999 för 5 000 kronor efter att det påträffats av en taxichaufför som lade märke till att det var tyngre än övriga mynt.

## Norska tiokronor
Redan 1874 präglades norska 10-kronorsmynt, då i guld. 1983 började 10-kronorsmynt avsett som växelmynt präglas. Dagens norska tiokrona har präglats sedan 1995 och har 24 mm diameter och väger 6,8 g. De har 81% koppar, 10% Zink, 9% nickel.
I Norge finns dessutom tjugokronorsmynt, något som inte finns i Sverige.

## Danska tiokronor
Dagens danska tiokrona har präglats sedan 1989 men har förändrats något två gånger, senast 2001. Den har 23,35 mm diameter och väger 7,0 g.
I Danmark finns dessutom tjugokronorsmynt, något som inte finns i Sverige.